# كريستيان ترامير
كريستيان ترامير (بالإنجليزية: Christian Traeumer)‏ ممثل أمريكي ولد في 25 مارس 2000 في سان خوسيه، كاليفورنيا، الولايات المتحدة الأمريكية بدأ مشواره الفني عام 2009 .

## روابط خارجية
- كريستيان ترامير على موقع IMDb (الإنجليزية)
- كريستيان ترامير على موقع قاعدة بيانات الفيلم (الإنجليزية)
- قناة Christian Traeumer  على يوتيوب
- Christian Traeumer German interview in بوتسدام، Germany
- Das Kind "The Child official movie website